# マイケル・オルムステッド
マイケル・ロバート・オルムステッド（Michael Robert Olmsted , 1987年5月2日 - ）は、アメリカ合衆国カリフォルニア州出身の元プロ野球選手（投手）。右投右打。NPBでは育成選手であった。

## 経歴

### プロ入りとメッツ傘下時代
2007年のMLBドラフト9巡目（全体304位）でニューヨーク・メッツに指名され、プロ入り。契約後にルーキー級GCLメッツ、ルーキー級キングスポート・メッツ、ショートシーズンA級ブルックリン・サイクロンズの傘下3球団で計10試合（うち先発6試合）に登板し、1勝1敗、防御率2.52の成績を残した。
2008年はルーキー級GCLメッツ、ルーキー級キングスポート、A級サバンナ・サンドナッツの3球団でプレー。合計8試合（全て先発）に登板して2勝1敗、防御率2.67という成績だった。オフにトミー・ジョン手術を行った。
2009年は手術のリハビリを行っていたが、4月17日に自由契約となった。

### ソフトバンク時代
2010年4月に福岡ソフトバンクホークスの入団テストを受けて合格。5月8日に育成選手契約が発表された。背番号は121。
ソフトバンクでは二軍で3試合登板、1勝1敗、防御率3.60という成績にとどまり、支配下登録されることなく10月29日に自由契約選手公示がなされた。

### レッドソックス傘下時代
2011年5月に独立リーグのトライアウトを受験したところ、たまたま視察していたボストン・レッドソックス関係者の目に留まり、6月9日にマイナー契約を結んだ。この年はルーキー級GCLレッドソックスとA級グリーンビル・ドライブで合計21試合（32.1イニング）に登板し、2勝0敗6セーブ、防御率1.39、48奪三振という好成績を挙げた。
2012年はA+級セイラム・レッドソックスとAA級ポートランド・シードッグスでプレー。2球団合計で47試合（59.1イニング）に登板し、1勝4敗19セーブ、防御率1.52、92奪三振と、2年連続で好成績を挙げた。11月2日にマイナーリーグFAとなった。

### ブルワーズ傘下時代
FA翌日の2012年11月3日にミルウォーキー・ブルワーズとメジャー契約を結び、40人枠入りを果たした。
2013年はAAA級ナッシュビル・サウンズで49試合、AA級ハンツビル・スターズで6試合の計55試合に登板したが、防御率5点台に終わり、2014年3月10日に自由契約となった。

### レッドソックス傘下時代
2014年3月11日に古巣のボストン・レッドソックスとマイナー契約を結んだ。AA級ポートランド・シードッグスで22試合に登板して、3勝0敗、1セーブ、防御率4.45の成績を残したが、7月18日に自由契約となった。

## 詳細情報

### 年度別投手成績
- 一軍公式戦出場なし

### 背番号
- 121 （2010年5月31日 - 同年終了）